# La mano (Howard Fast)
La mano è un'antologia di racconti fantascientifici di Howard Fast del 1973.
Esce in Italia il 21 luglio 1974 nella collana di fantascienza Urania (n. 649)

## Racconti
- La mano (Not With a Bang)
- Giusto motivo (Show Case)
- Il cerchio (The Hoop)
- Il prezzo (The Price)
- Questione di dimensioni (A Matter of Size)
- Il buco nel pavimento (The Hole in the Floor)
- L'uovo (The Egg)
- Disco volante (UFO)
- Cephes 5 (Cephes 5)
- Nella mente di Dio (The Mind of God)
- Il talento di Harvey (The Talent of Harvey)

## Edizioni
- Howard Fast, A Touch of Infinity, 1973.
- Howard Fast, La mano, traduzione di Beata Della Frattina, collana Urania n° 649, Arnoldo Mondadori Editore, 1974,  p. 144.